# Aile
Aile（エール）は、NECがかつて発売していたモバイルノートパソコンのブランド名。
元々はPC-9821シリーズに属する「98NOTE LIGHT」という名称であったが、1995年のWindows 95発売を機に「98NOTE Aile」に変更された。しかし、1997年にNECがPC-9821シリーズからPC/AT互換機仕様にパソコンの基本設計を変更したのに合わせ、PC98-NXシリーズのラインナップの一つ（Aile NX）となった。
1998年にVersaPro NX、LaVie NXに統合される形で廃止。

## Aileの機種一覧

### 98NOTE Aile
PCM音源搭載。La13以外のすべてに一太郎+ロータス1-2-3かマイクロソフトWord+Excelのどちらかのソフトが同梱される。
- PC-9821Laシリーズ 1996年3月に発表された、98NOTE Aile初代機。B5ファイルサイズ、Pentium 75/100/133MHz(La7/10/13)、8.4インチ640x480ドットDSTN液晶(La7)、9.5インチ640x480ドットTFT液晶(La10)、10.4インチ800×600ドットTFT液晶(La10/S,La13)、フロッピーディスクドライブは外付け。リチウムイオンバッテリを内蔵、セカンドバッテリ接続可能。なお1997年2月に発表されたLa13は筐体が違い、ACアダプタも異なるほか、1st/2ndバッテリが同一形状のパック式で2個とも内蔵可能になったうえ、ポートバーが付属するようになり、Laシリーズでは唯一キーボードが接続可能になった。またワープロ+表計算付きモデルが無い。

- PC-9821Lsシリーズ 1997年1月に発表された。A4薄型サイズ、Pentium 120/133MHz(Ls12/13)/MMX Pentium 150MHz(Ls150)、12.1インチ800x600ドットDSTN液晶(Ls12/13)、12.1インチ800×600ドットTFT液晶(Ls150)、リチウムイオンバッテリ。フロッピーディスクドライブ、CD-ROMドライブを内蔵したファイルベース付属。ポートバー付属。

### Aile NX
- Aile NX AL13C - B5サイズ。MMX Pentium 133MHz搭載。PC-9821La13と同じ筐体を採用。フロッピーディスクドライブは外付けで、CD-ROMドライブも内蔵されていない。
- Aile NX AL20C - 薄型A4サイズ。MMX Pentium 200MHz搭載。PC-9821Ls13/Ls150と同じ筐体を採用し、USBを持ち、ファイルベース（ドライブ類を装備）とポートバーが標準添付されていた。増設RAMは公式にはEDO-DIMMで最大96Mだが、非公式には128Mも認識可能で、SDRAM-DIMMでも動作する。HDDはBIOS上の認識は8Gまで、他機種でFDISKしてあればさらに上も認識する。